# Igny-Comblizy
Igny-Comblizy är en kommun i departementet Marne i regionen Grand Est (tidigare regionen Champagne-Ardenne) i nordöstra Frankrike. Kommunen ligger i kantonen Dormans som tillhör arrondissementet Épernay. År 2022 hade Igny-Comblizy 436 invånare.

## Befolkningsutveckling
Antalet invånare i kommunen Igny-Comblizy
| Referens: INSEE |